# MBK Dinamo Mosca 2007-2008
Questa voce raccoglie le informazioni riguardanti l'MBK Dinamo Mosca nelle competizioni ufficiali della stagione 2007-2008.

## Stagione
La stagione 2007-2008 dell'MBK Dinamo Mosca è la 15ª nel massimo campionato russo di pallacanestro, la Professional'naya basketbol'naya liga.

## Roster
Aggiornato al 12 luglio 2020
| Dinamo Mosca 2007-08 | Dinamo Mosca 2007-08 |
| Giocatori            | Staff tecnico        |
| -------------------- | -------------------- |

| N. | Naz.                   | Ruolo | Nome               | Anno | Alt.   | Peso   |  |
| -- | ---------------------- | ----- | ------------------ | ---- | ------ | ------ |  |
| 6  | Stati Uniti (bandiera) | G     | Travis Hansen      | 1978 | 198 cm | 93 kg  |  |
| 7  | Russia (bandiera)      | G     | Dmitrij Chvostov   | 1989 | 190 cm | 75 kg  |  |
| 8  | Croazia (bandiera)     | AC    | Nikola Prkačin     | 1975 | 208 cm | 110 kg |  |
| 9  | Russia (bandiera)      | P     | Pëtr Samojlenko    | 1977 | 186 cm | 85 kg  |  |
| 10 | Russia (bandiera)      | P     | Sergej Bykov       | 1983 | 190 cm | 90 kg  |  |
| 12 | Russia (bandiera)      | AP    | Sergej Monja       | 1983 | 202 cm | 102 kg |  |
| 13 | Serbia (bandiera)      | P     | Miloš Vujanić      | 1980 | 190 cm | 85 kg  |  |
| 14 | Russia (bandiera)      | AP    | Dmitrij Domani (C) | 1974 | 200 cm | 98 kg  |  |
| 15 | Grecia (bandiera)      | AG    | Antōnīs Fōtsīs     | 1981 | 209 cm | 110 kg |  |
| 17 | Russia (bandiera)      | C     | Jurij Vasil'ev     | 1981 | 207 cm | 104 kg |  |
| 18 | Russia (bandiera)      | G     | Il'ja Syrovatko    | 1988 | 192 cm | 90 kg  |  |
| 19 | Serbia (bandiera)      | P     | Aleksandar Rašić   | 1984 | 195 cm | 90 kg  |  |
| 21 | Russia (bandiera)      | C     | Grigorij Šuchovcov | 1983 | 211 cm | 102 kg |  |
| 24 | Russia (bandiera)      | P     | Viktor Zvarykin    | 1986 | 198 cm | 90 kg  |  |
| 25 | Lituania (bandiera)    | C     | Robertas Javtokas  | 1980 | 211 cm | 120 kg |  |
| 31 | Serbia (bandiera)      | C     | Nenad Mišanović    | 1984 | 217 cm | 106 kg |  |
| 44 | Stati Uniti (bandiera) | G     | Henry Domercant    | 1980 | 193 cm | 95 kg  |  |
| 45 | Russia (bandiera)      | AG    | Jaroslav Korolëv   | 1987 | 207 cm | 111 kg |  |

| Allenatore                                                                                               |
| - Svetislav Pešić                                                                                        |
| Assistente/i                                                                                             |
| - Sergej Bazarevič - Oliver Kostić - Korstin Kal'ju Legenda - (C) Capitano - (IN) Inattivo - Infortunato |

## Mercato

### Sessione estiva
| Acquisti | Acquisti          | Acquisti      | Acquisti   | Acquisti |
| R.a      | Nome              | da            | Modalità   |          |
| -------- | ----------------- | ------------- | ---------- | -------- |
| AC       | Nikola Prkačin    | Efes Pilsen   | definitivo |          |
| P        | Pëtr Samojlenko   | UNICS Kazan'  | definitivo |          |
| G        | Henry Domercant   | Olympiakos    | definitivo |          |
| C        | Robertas Javtokas | Panathīnaïkos | definitivo |          |
| P        | Aleksandar Rašić  | Efes Pilsen   | definitivo |          |

| Cessioni | Cessioni             | Cessioni             | Cessioni       | Cessioni |
| R.       | Nome                 | a                    | Modalità       |          |
| -------- | -------------------- | -------------------- | -------------- | -------- |
| G        | Taquan Dean          | Junior Casale        | fine contratto |          |
| C        | Lazaros Papadopoulos | Real Madrid          | fine contratto |          |
| AP       | Andrej Ivanov        | Sptk. S. Pietroburgo | fine contratto |          |
| P        | Bojan Popović        | Málaga               | fine contratto |          |
| AG       | Andrej Truškin       | VVS Samara           | fine contratto |          |
| P        | Eddie Gill           | N.J. Nets            | fine contratto |          |
| C        | Obinna Ekezie        |                      | ritirato       |          |
| AC       | Miroslav Raičević    | Basket Napoli        | fine contratto |          |

### Dopo l'inizio della stagione
| Acquisti | Acquisti         | Acquisti      | Acquisti         | Acquisti   |
| R.       | Nome             | da            | Data             | Modalità   |
| -------- | ---------------- | ------------- | ---------------- | ---------- |
| P        | Miloš Vujanić    | Panathīnaïkos | 27 novembre 2007 | definitivo |
| AG       | Jaroslav Korolëv | Free agent    | 9 dicembre 2007  | definitivo |
| C        | Nenad Mišanović  | Stella Rossa  | 19 febbraio 2008 | definitivo |

| Cessioni | Cessioni           | Cessioni          | Cessioni         | Cessioni    |
| R.       | Nome               | a                 | Data             | Modalità    |
| -------- | ------------------ | ----------------- | ---------------- | ----------- |
| P        | Aleksandar Rašić   | Alba Berlino      | 9 novembre 2007  | rescissione |
| C        | Grigorij Šuchovcov | Neptūnas Klaipėda | gennaio 2008     | prestito    |
| AC       | Nikola Prkačin     | Panathīnaïkos     | 20 febbraio 2008 | rescissione |